# Владиславув (Лосицький повіт)
Владиславув (пол. Władysławów) — село в Польщі, у гміні Гушлев Лосицького повіту Мазовецького воєводства.
Населення — 49 осіб (2011).
У 1975-1998 роках село належало до Білопідляського воєводства.

## Демографія
Демографічна структура станом на 31 березня 2011 року:
|          | Загалом | Допрацездатний вік | Працездатний вік | Постпрацездатний вік |
| -------- | ------- | ------------------ | ---------------- | -------------------- |
| Чоловіки | 19      | 1                  | 15               | 3                    |
| Жінки    | 30      | 7                  | 14               | 9                    |
| Разом    | 49      | 8                  | 29               | 12                   |